# Dinaro macedone
Il dinaro macedone (in macedone денар?, denar, plurale денари denari) è la valuta utilizzata in Macedonia del Nord.
Il codice ISO 4217 del dinaro macedone è MKD. È suddiviso in 100 deni. Il nome denaro deriva dal nome dell'unità monetaria dell'Antica Roma, il denarius.

## Storia
Il primo dinaro provvisorio è stato introdotto il 26 aprile 1992 al posto del dinaro jugoslavo cambiato alla pari. Il 5 maggio 1993 la valuta è stata rivalutata con il cambio di un nuovo denaro (MKD) ogni 100 vecchi denari (MKN).

## Monete

2 denari 2001

Il primo dinaro non aveva monete, svalutato com'era e circolante insieme al vecchio dinaro jugoslavo. Nel 1993, con il nuovo dinaro, sono state introdotte monete con i seguenti tagli: 50 deni, 1, 2 e 5 denari.

## Banconote
Il primo dinaro introdotto nel 1992 aveva i seguenti tagli: 10, 25, 50, 100, 500, 1000, 5000 e 10.000 denari.

Nel 1993, con il nuovo dinaro, sono state introdotte banconote con i seguenti tagli: 10, 20, 50, 100 e 500. I 20 denari sono poco usati e non più prodotti. Nel 1996, sono state aggiunte anche le banconote da 1000 e 5000 denari.